# Phyllomys pattoni
Phyllomys pattoni és una espècie de mamífer rosegador de la família de les rates espinoses. El seu àmbit de distribució s'estén des de São Paulo fins a Paraíba a la costa atlàntica del Brasil, des del nivell de mar fins a 1.000 metres, a selves i manglars. L'espècie fou anomenada en honor de James L. Patton per les seves múltiples contribucions al coneixement dels mamífers neotropicals. Aquesta espècie fou coneguda fins al 2002 com a Echimys brasilienis, Nelomys brasiliensis o Phyllomys brasiliensis. Tanmateix, el nom brasiliensis es refereix a una altra espècie, que es troba al voltant de Lagoa Santa (Minas Gerais). P. pattoni té una distribució molt extensa per a una espècie que fou trobada fa tan poc.
Aquesta espècie és la més espinosa del gènere Phyllomys. Les espines de l'esquena són de color gris clar a la base i més fosc fins a la punta. La punta mateixa és taronja. D'altra banda, l'esquena és de color marró fosc. La cua és més o menys de la mateixa mida que el cos i està coberta amb pèls fins. L'espècie té 80 cromosomes i un NF de 112 a Espírito Santo i 72 cromosomes i un NF de 114 a Rio de Janeiro.